# Šodolovci
Šodolovci (serbe : Шодоловци) est un village et une municipalité située en Slavonie, dans le comitat d'Osijek-Baranja, en Croatie. Au recensement de 2001, la municipalité comptait 1 955 habitants, dont 84,55 % de Serbes et de 12,28 % de Croates ; le village seul comptait 365 habitants.

## Localités
La municipalité de Šodolovci compte 7 localités :
- Ada
- Koprivna
- Palača
- Paulin Dvor
- Petrova Slatina
- Silaš
- Šodolovci